# Pravoslavný chrám svatého Václava (Brno)
Chrám svatého Václava v Brně je katedrální chrám česko-slovenské pravoslavné církve. Byl postaven ve 20. letech 20. století ve funkcionalistickém slohu.

## Poloha

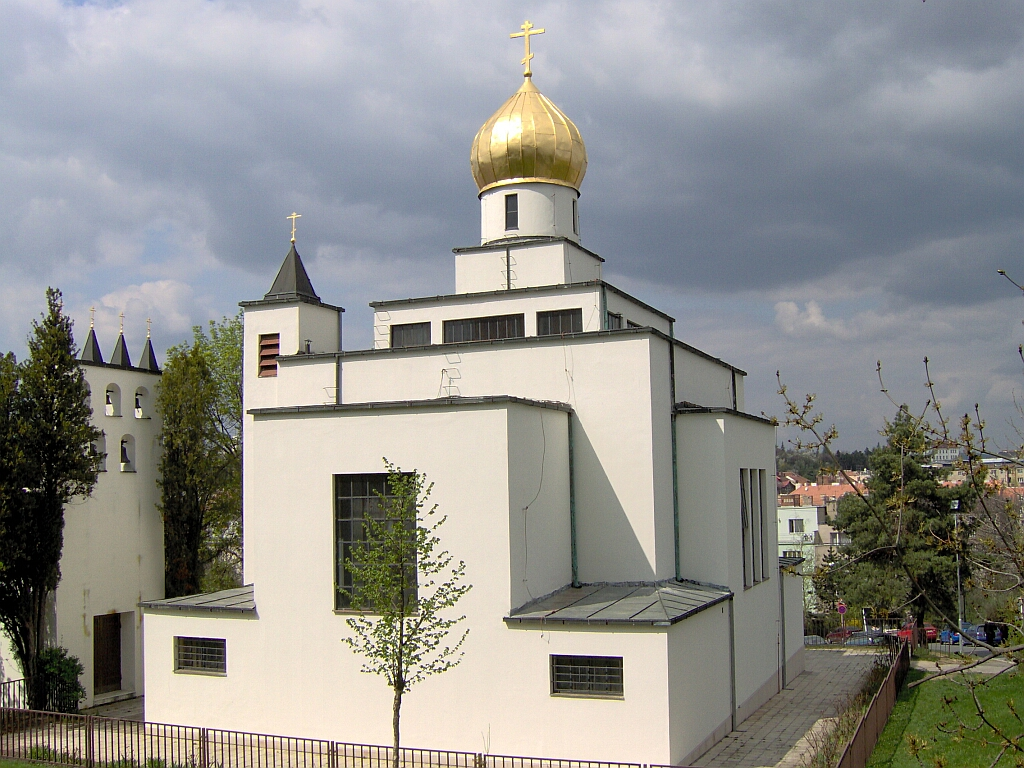
Chrám svatého Václava

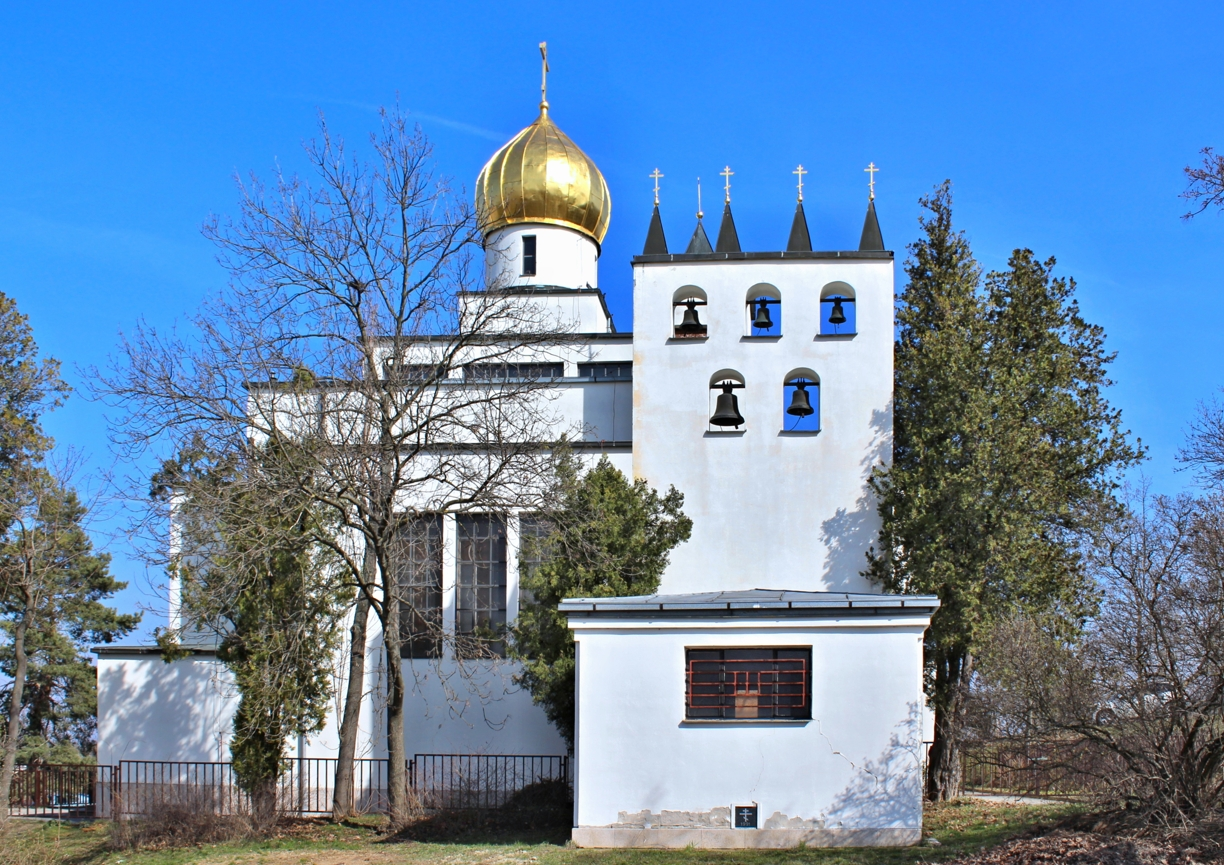
Pohled na chrám od západu – nová zvonice

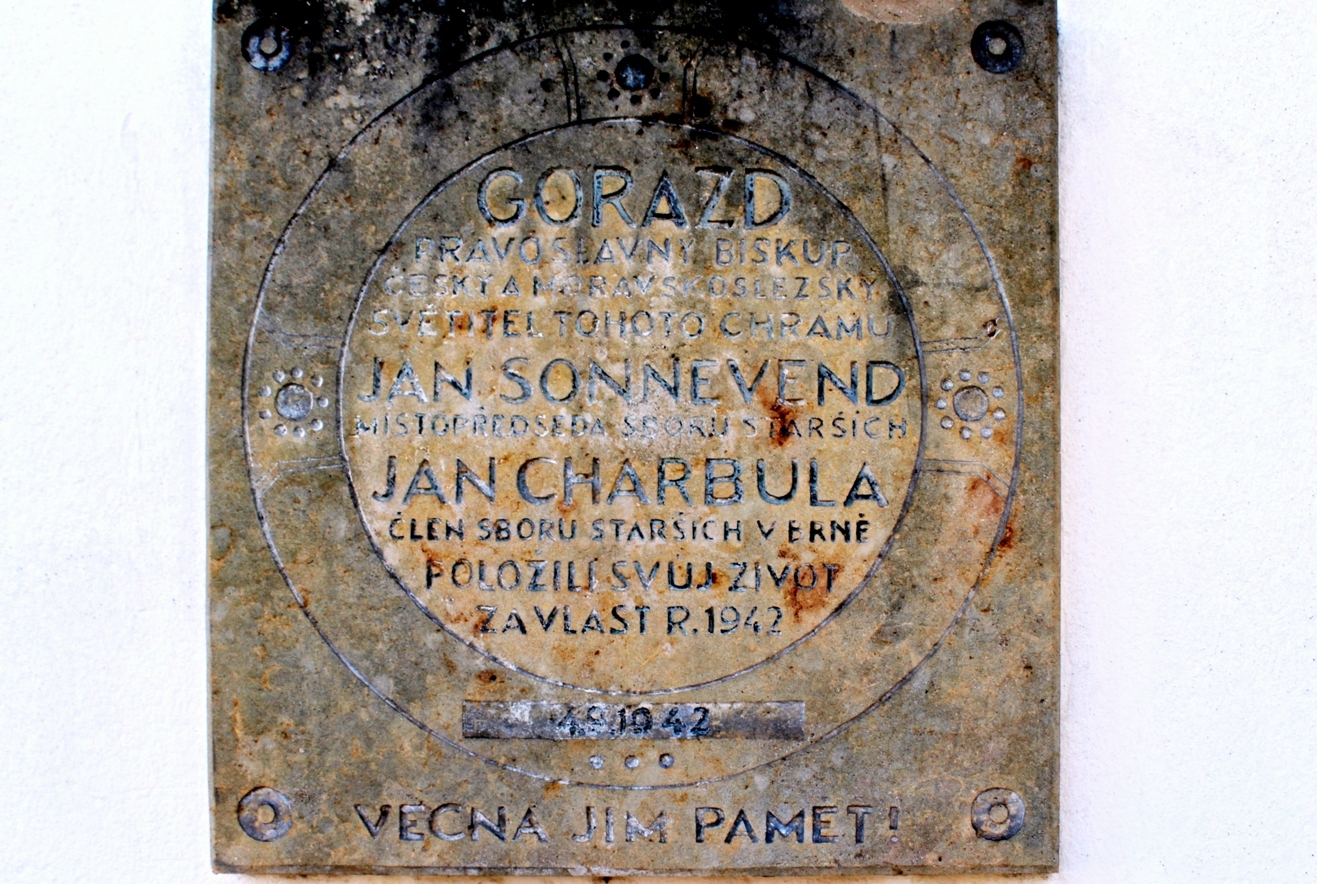
Pamětní deska sv. Gorazdovi, sv. Janu Sonnevendovi a sv. Janu Charbulovi

Chrám se nacházející na úpatí kopce Špilberk na západě katastrálního území Město Brno, byl postaven na základě projektu ruského architekta Petra Levického v letech 1930–1931 jako první pravoslavná stavba v Brně vůbec.

## Dějiny
Základní kámen chrámu byl posvěcen dne 6. července 1929, tohoto čestného úkolu se ujal sám vladyka Gorazd, na jehož počest byla později u vstupu do chrámu umístěna pamětní deska. Stavba chrámu trvala necelé dva roky a dne 25. května 1931 byl vysvěcen, čímž se stal prvním pravoslavným objektem v Brně. Po atentátu na Reinharda Heydricha byl chrám v roce 1943 nuceně uzavřen.
V 90. letech 20. století byla ke chrámu přistavěna samostatná zvonice a v roce 2003 prošel chrám celkovou rekonstrukcí, při níž byla pozlacena kupole.
Na sklonku srpna 2021 se chrám stal známým kvůli sporu šumperského biskupa Izaiáše a brněnského duchovního Jozefa Fejsaka. Druhá ze skupin konala bohoslužby pod širým nebem, posléze získala zázemí v kostele Církve československé husitské v Židenicích.

## Chrámový sbor
Rok 1986 byl významný zejména z hlediska hudební aktivity chrámového sboru. Ten vznikl ještě před vznikem chrámu, roku 1924. Měl přibližně 50 členů řadil se mezi nejlepší sbory v Brně. V jeho řadách působili např. starosta Karel Tomeš či dirigent Antonín Balatka. V letech nacistické okupace byla činnost sboru zcela ochromena, avšak brzy po válce byl obnoven. V dobách socialismu spíše stagnoval, k rozvoji došlo až v 80. letech s příchodem duchovního Jozefa Fejsaka a nových sbormistrů (např. mladého Igora Ardaševa, či jeho matky Jany). Sbor se účastní mnoha duchovních událostí (mj. slavnost svatořečení knížete Rostislava, 1150. výročí příchodu sv. Cyrila a Metoděje na Velkou Moravu ad.) natočil dvě vlastní desky. V současné době Pravoslavný církevní sbor Brno vede pedagog Jaroslav Černocký.

## Duchovní činnost
Svaté liturgie a večerní bohoslužby se konají pravidelně.